# Havesanger
Havesangeren (Sylvia borin) er en 14 centimeter stor spurvefugl. der er udbredt i næsten hele Europa og i et bælte ind i det vestlige Asien. I Danmark er havesangeren en almindelig ynglefugl, dog ikke i Vestjylland hvor nåleskovene er i overtal. Den foretrækker åbne løvskove, parker og gamle haver, så længe der er tæt krat og buskadser. Da den er en sky fugl, indtager havesangeren helst sin føde mellem grenene i buske og træer, og kun i det tidlige forår før løvspring er den let at få øje på.

## Kendetegn
Havesangerens fjerdragt er uden karakteristiske kendetegn: den er gråbrun på oversiden og gråhvid på undersiden. Derimod kan den med nogen øvelse kendes på sangen, der er en langstrakt pludren på 3 til 10 sekunder. De dybe velklingende toner kan minde om hurtig solsorte-sang, og er af nogle kaldt "solsort-i-galop". Sangen kan også minde om de indledende toner hos munken.

## Ynglepladser
Havesangeren bygger sin rede mellem høje urter eller lavtliggende i buskads. Der udklækkes to kuld æg årligt. Fra begyndelsen af juni måned lægges 5 æg, der udruges i en periode på 12-14 dage. Efter yderligere 10-12 dage er ungerne flyvefærdige.

### Bornholm
I Danmark er havesanger særlig almindelig på Bornholm, hvor det er den almindeligste sanger og med en bestandstæthed, der er fire gange højere end i resten af landet.

## Føde
Havesangerens foretrukne føde er insekter som den finder langs blade og grene, men den indtager også en del bær.